# Amsdorf
Amsdorf là một đô thị thuộc huyện Mansfeld-Südharz, Sachsen-Anhalt, Đức. Đô thị Amsdorf có diện tích 5,62 km², dân số thời điểm ngày 31 tháng 12 năm 2006 là 531 người.